# Шейнман, Сесиль Яковлевна
Сесиль Яковлевна Шейнман (литературный псевдоним — Шейнман-Топштейн; 1923, Москва — 1992) — советский учёный-филолог, антиковед и редактор, переводчик классических философских сочинений (Платона, Канта, Декарта, Гассенди, Вольтера и других).

## Биография
В 1947 году окончила МГУ по специальности «классическая филология».
Кандидат наук. Её научными руководителями были С. И. Соболевский и С. И. Радциг.
Работала редактором, сначала в издательстве «Наука», а затем в издательстве «Мысль», где принимала активное участие в издании серии «Философское наследие».
Занималась научной работой и переводами. Автор монографии, посвященной сравнительному анализу философии Платона и древней Индии, научных и публицистических статей.
Была членом Союза писателей (секция переводчиков).
Умерла в 1992 году, похоронена на Донском кладбище.

## Работы С. Я. Шейнман-Топштейн

### Переводы в изданиях
- Платон. Сочинения в трех томах. М., «Мысль», 1972.
- Платон. Диалоги. М., «Мысль», 1986.
- Платон. Собрание сочинений в четырех томах. М., «Мысль», 1990.
- Платон. Диалоги. М., «Мысль», 1998.
- Платон. Законы. М., «Мысль», 1999.
- Декарт. Сочинения в двух томах. М., «Мысль», 1989.
- Гассенди. Сочинения в двух томах. М., «Мысль», 1968.
- Кант. Сочинения в шести томах. М., «Мысль», 1965.
- Б.Фонтенель. Рассуждения о религии, природе и разуме. М., «Мысль», 1979 (С. Я. Ш.-Т. — переводы, составление, автор примечаний и указателя).
- Вольтер. «Философские сочинения». М., «Наука», 1988.
- С.Марешаль. Избранные атеистические произведения. М., «Наука», 1958.

### Монография
- Платон и ведийская философия. М., «Наука», 1978.

### Статьи
- Современное состояние проблемы происхождения древнегреческой трагедии // «Вестник древней истории», 1962, № 4, стр. 156—166.
- Фольклорные истоки древнегреческой комедии. Роль параболы в развитии жанра. Диссертация на соискание ученой степени кандидата филологических наук. На правах рукописи.
- К вопросу о социальных истоках древнеаттической комедии // «Вопросы античной литературы и классической филологии», ИМЛИ им. Горького, М., «Наука», 1966.
- Состояние исследования социальной сущности древне-аттической комедии в современной буржуазной науке // «Вестник древней истории», 1956, № 1, стр. 102—112.
- Дохристианские проявления антииудаизма // «Атеистические чтения», М., Изд-во политической литературы, 1990, вып.20, стр.34-54.